# Бубликов, Александр Александрович
Алекса́ндр Алекса́ндрович Бу́бликов (4 [16] мая 1875, Санкт-Петербург — 29 января 1941, Нью-Йорк, Нью-Йорк) — инженер путей сообщения, член IV Государственной думы от Пермской губернии, прогрессист, после Февральской революции — комиссар в Министерстве путей сообщения.

## Биография
Родился 4 (16) мая 1875 года в семье чиновника Министерства путей сообщения в городе Санкт-Петербурге.
Окончил петербургский институт инженеров путей сообщения императора Александра I.
Служил начальником по изысканиям железной дороги Москва — Казань — Екатеринбург, директором Ачинско-Минусинской железной дороги. Входил в состав исполкома Всероссийского съезда промышленников. Сблизившись с влиятельными кругами русской буржуазии, Бубликов разбогател и выдвинулся как видный деятель всероссийских торгово-промышленных организаций.
В 1912 году пожертвовал 100 тысяч рублей на учреждение при Екатеринбургском горном институте особой лаборатории для исследования на Урале каменного угля, нефти, торфа и проч. По предложению городского головы Александра Евлампиевича Обухова 16 (29) августа 1912 года избран в почётные граждане Екатеринбурга; Николай II утвердил решение городской Думы в 1915 году.
На губернском избирательном собрании в октябре 1912 года был выборщиком от первого съезда городских избирателей Шадринска. В 1912 году избран в IV Государственную Думу от Пермской губернии. Входил в думскую фракцию прогрессистов, но особенно видной роли в Думе не играл. Работал в составе думских комиссий: финансовой; о путях сообщения; о шлюзовании порожной части Днепра; о торговле и промышленности. Предпочитая комиссионную деятельность, редко выступал с парламентской трибуны. В январе 1917 года добился принятия решения об открытии в Екатеринбурге института инженеров путей сообщения. Будучи депутатом, посещал собрания масонского Межпарламентского союза.

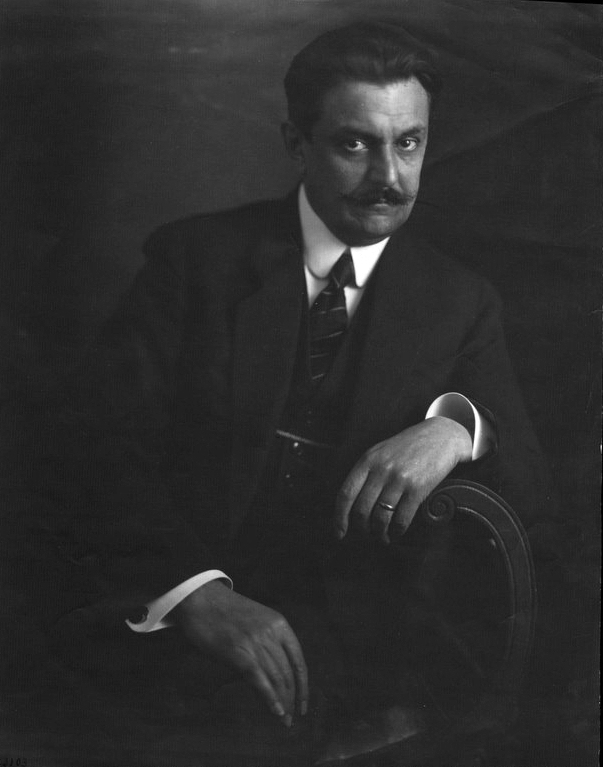
Александр Бубликов, 1917 год

В качестве комиссара Временного комитета Государственной Думы утром 28 февраля (13 марта)  1917 года был направлен в Министерство путей сообщения с поддержкой в виде отряда солдат. Использовал железнодорожный телеграф для оповещения начальников всех железнодорожных станций страны о том, что власть перешла к Государственной Думе:
Железнодорожники! 
Старая власть, создавшая разруху во всех областях государственной жизни, оказалась бессильной.
Комитет Государственной Думы, взяв в свои руки оборудование новой власти, обращается к вам от имени отечества: от вас теперь зависит спасение родины. Движение поездов должно поддерживаться непрерывно с удвоенной энергией. 
Страна ждёт от Вас больше чем исполнение долга — она ждёт подвига.
Слабость и недостаточность техники на русской сети должна быть покрыта вашей беззаветной энергией, любовью к родине и сознанием своей роли транспорта для войны и благоустройства тыла
По мнению Ю. В. Ломоносова, эта телеграмма в мартовские дни сыграла решающую роль: к утру 1 марта, то есть за два дня до отречения Николая, вся Россия, или, по крайней мере, та часть её, которая лежит не дальше 10—15 вёрст от железных дорог, узнала, что в Петрограде произошла революция. От боевого фронта до Владивостока, от Мурманска до Персидской границы, на каждой станции получилась эта телеграмма. Сомнений не было. Старая власть пала: новая родилась. После этого отречение Николая и Михаила казалось второстепенной формальностью. Из телеграммы Бубликова все знали, что уже 28 февраля фактически власть была в руках Думы. Было ли так на самом деле? Конечно, нет. Бубликов.. подправил действительность. Этим он оказал громадную, ещё не осознанную, услугу русской революции и в то же время задержал её естественное течение, окружив Думу незаслуженным ореолом.
28 февраля (13 марта)  1917 года приказал остановить царский поезд, вышедший из Ставки в Царское Село. Временный думский комитет, созданный 28 февраля (13 марта)  1917 года, назначил директором всех российских железных дорог инженера А. А. Бубликова, а его помощником — лейтенанта Грекова.
2 (15) марта 1917 года Временный думский комитет был распущен, и было создано Временное правительство. Министром путей сообщения Временного правительства России назначен Н. В. Некрасов, Бубликов отказался от должности товарища министра, так как хотел сам быть министром.
По решению Временного правительства 8 (21) марта 1917 года в составе делегации комиссаров Государственной Думы прибыл в Могилёв для ареста бывшего царя и препровождения его в Царское Село.
Выступил против роста зарплаты рабочих и против закона Временного правительства от 12 июня о повышении подоходного налога и налога на прибыли предприятий.
13 (26) августа 1917 года на всероссийском Государственном совещании в Москве от имени «торгово-промышленного класса» характеризовал А. Ф. Керенского как «главноуговаривающего», а министра финансов Н. В. Некрасова — «главноусовещающим». Из речи А. А. Бубликова на Государственном совещании в ответ на обвинения И. Г. Церетели предпринимателей в дезертирстве:
Вы совершили великую ошибку: вы аплодировали словам, что торговля и промышленность есть враг. Мы ждём и верим, что эти старые пережитки, эти слова выйдут из русского обихода. И тогда торгово-промышленный класс будет иметь величайшее счастье в ряду с вами, плечо к плечу, стоять в рядах работников на пользу новой России, России, которую он много лет жаждал видеть свободной и от которой никогда не отступиться.
Речь заканчивалась под возгласы «Браво!» и аплодисменты. Рукопожатие «гражданина» Бубликова и «благородного вождя русской демократии» Ираклия Церетели явилось кульминацией совещания.
В сентябре 1917 года выехал во Францию. Был избран во временный исполнительный Комитет за границей (Париж, 1920; совещание бывших членов Государственной думы); в 1921 году участвовал в работе съезда Русского национального объединения (Париж). Печатался в отделе публицистики газеты «Общее дело» (Париж).
Позднее переехал в США; сотрудничал с «Новым русским словом», писал статьи о восстановлении народного хозяйства после гражданской войны, об американских инвестициях в развитие российских железных дорог.
Умер 29 января 1941 года в городе Нью-Йорк штата Нью-Йорк, не дожив три с половиной месяца до своего 66-летия.

## Награды и звания
- Почётный гражданин города Екатеринбурга, избран 16 (29) августа 1912 года, утверждён в 1915 году
- Почётный гражданин города Шадринска